# Michele Galli
Michele Galli (Cesena, 7 ottobre 1900 – 20 febbraio 1976) è stato un politico italiano. Subentrato in sostituzione di Francesco Marchini Camia.